# Vertigo ventricosa
Vertigo ventricosa är en snäckart som först beskrevs av E. S. Morse 1865.  Vertigo ventricosa ingår i släktet Vertigo och familjen puppsnäckor. Inga underarter finns listade i Catalogue of Life.